# Regina Katharina Quarry
Regina Katharina Quarry (auch: Quari; geborene Schönecker; später auch Carey; * um 1762 in Nürnberg; † 15. Oktober 1821 in Rom) war eine Aquatintastecherin.

## Leben
Über die Herkunft von Regina Katharina Schönecker ist wenig bekannt; vermutlich ist sie die Tochter des Nürnberger Lehrers, Komponisten und Kantors Georg Zacharias Schönecker.
Ihre Ausbildung erhielt sie in der Kupferstecherwerkstatt von Johann Gottlieb Prestel in Nürnberg. In der Werkstatt entstanden Faksimiles von berühmten Künstlerzeichnungen in verschiedenen Techniken. Laut Füssli-Künstlerlexikon von 1810 galt sie als einen der besten Schülerinnen Prestels. In deren Mappenwerk Schmidtsches Kabinett (1779–1782) war sie auf drei Blättern namentlich erwähnt, im Kleinen Kabinett (1782–1785) auf sieben Blättern, generell waren Namensnennungen für die Kunstschaffenden der Werkstatt jedoch nicht üblich. Gemeinsam mit den Prestels ging sie 1783 nach Frankfurt am Main, wo sie weiterhin für diese arbeitete. Noch 1792 war sie dort ansässig.

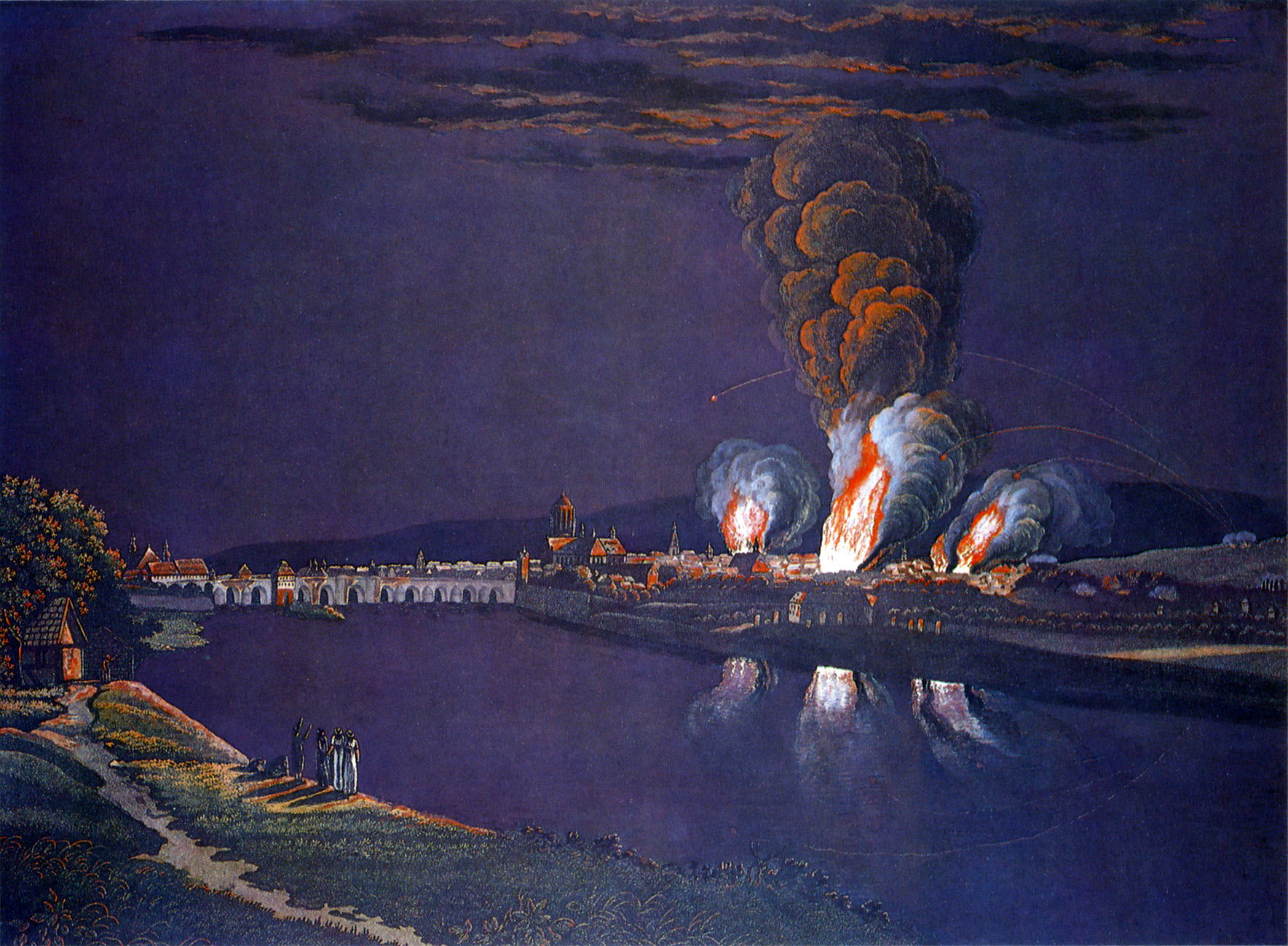
Das Bombardement von Frankfurt im Jahre 1796 durch die Franzosen unter Kleber, kolorierte Aquatinta nach Georg Schütz

1786 heiratete sie in Frankfurt James Charles (Jacob Carl) Quarry, einen Lehrer aus England. Dieser verlegte von da an ihre Druckgrafiken. Ihr Sohn Christian Eduard Heinrich wurde zwischen 1791 und 1794 geboren. Seit dieser Zeit fanden ihre Arbeiten öffentliche Anerkennung; so führte sie Johann Friedrich Frauenholz in einem Brief an Friedrich Schiller neben Daniel Chodowiecki, Kobell, Tischbein und Prestel als eine der Besten im Bereich Druckgraphik auf.
Die Kasseler Kunstakademie ernannte Regina Katharina Quarry 1793 zu ihrem Ehrenmitglied, zu einer Zeit, da ihre Arbeiten bereits zu höheren Preisen gehandelt wurden, als die der Prestels.
Im Jahr 1807 änderte die Familie ihren Namen in Carey und zog danach aus unbekannten Gründen aus Frankfurt weg, vermutlich nach Paris, wo Regina später unter dem Namen Carey als Aquatintastecherin in Kunstlexika, so etwa im Bénezit 1924, erwähnt wird.
Im Rahmen einer Ausstellung 2016 im Kloster Haina wurde eine undatierte Aquatinta nach Giuseppina Folcheri, die ab 1815 als Malerin wirkte, von Carey signiert „incise [Kupferstecherin] in Roma“ entdeckt, woraus man schließt, dass die letzte Lebensstation der Careys nicht Paris – wie bisher allgemein angenommen mit Sterbedatum 1818 –, sondern Rom war. Die Ausstellungspublikation gibt das Sterbedatum präzise mit 15. Oktober 1821 an; das Ehepaar Carey sei an einem „bösen Fieber“ verstorben und auf dem protestantischen Friedhof an der Cestius-Pyramide beigesetzt worden.

## Werk
Die Künstlerin stach ihre Arbeiten nach Zeichnungen und Gemälden bekannter Kunstschaffender. Die Motive waren Landschaften, Tierdarstellungen („Viehstücke“), Stadtansichten und zeitgenössische Genre- und Historienszenen. In Paris fertigte sie um 1810 eine Aquatinta nach dem Gemälde Les Monuments de Paris von Hubert Robert. In den Sammlungen diverser deutscher Museen sowie in Privatsammlungen sind ihre Druckgraphiken nachweisbar.

„Alle ihre Blätter sind in braun getuschter Manier und machen ihr Ehre“